# Taghzoute N'Ait Atta
Taghzoute N'Ait Atta  (in arabo تغزوت نايت عطى‎?) è un centro abitato e comune rurale del Marocco situato nella provincia di Tinghir, regione di Drâa-Tafilalet. Conta una popolazione di 14 669 abitanti (censimento 2014).